# Список об'єктів, названих на честь Діріхле
Наступне було названо на честь Йоганна Петера Густава Лежен-Діріхле (нім. Johann Peter Gustav Lejeune Dirichlet; 1805—1859) — німецького математика:
функція
- Функція Діріхле
- Неперервна функція (Функція Діріхле)

принцип
- Принцип Діріхле
- Комбінаторні принципи (Принцип Діріхле)

ознака
- Ознака Діріхле
- Невласний інтеграл (Ознака Діріхле)

інше
- Граничні умови Діріхле
- Задача Діріхле
- Згортка Діріхле
- Розподіл Діріхле
- Ряд Діріхле
- Формула Діріхле
- Поліедр Вороного-Діріхле
- Теорема Діріхле про оборотні елементи